# 施俊輝
施俊輝，JP（1986年—），是香港教育工作者和政策分析員，現任教育局副局長，曾任教育局局長政治助理。施俊輝是2003年香港中學會考十優狀元，獲得獎學金到史丹福大學讀書。畢業後他在港大同學會書院擔任教師，接觸香港教育體制，其後全職做匯賢智庫研究總監。

## 教育
施俊輝曾就讀民生書院小學部和九龍華仁書院，其後在史丹福大學取得數學學士學位，以及統計學碩士學位，並於香港大學完成教育文憑課程。

## 資歷
施俊輝擔任香港電台節目自由風自由Phone的嘉賓主持，亦在多份報刊發表文章。此外，他出戰2011年香港區議會選舉海怡西選區，以12票之差敗給馮煒光。2012年10月31日，施獲香港政府委任為教育局局長政治助理。
2017年8月22日，施再獲委任為教育局局長政治助理。
2022年7月22日，施獲升任為教育局副局長。